# Llei de Dulong i Petit
Calors específiques i masses molar d'alguns elements
| Element | Calor específica (J·/g·°C) | Massa molar (g/mol) | Producte |
| ------- | -------------------------- | ------------------- | -------- |
| Al      | 0,908                      | 26,98               | 24,50    |
| Ag      | 0,234                      | 107,87              | 25,24    |
| Au      | 0,128                      | 196,97              | 25,21    |
| Bi      | 0,112                      | 208,98              | 23,41    |
| Cu      | 0,385                      | 63,54               | 24,46    |
| Fe      | 0,460                      | 55,85               | 25,69    |
| Mn      | 0,507                      | 54,94               | 27,83    |
| Ni      | 0,456                      | 58,71               | 26,77    |
| Pb      | 0,127                      | 207,20              | 26,31    |
| Pt      | 0,135                      | 195,09              | 26,34    |
| S       | 32,06                      | 0,745               | 23,89    |
| Sn      | 0,225                      | 118,69              | 26,70    |
| Te      | 0,201                      | 127,60              | 25,65    |
| Zn      | 0,387                      | 65,37               | 25,30    |

La llei de Dulong i Petit és una llei empírica que relaciona les calors específiques dels elements químics sòlids i la seva massa molar. Fou fonamental per establir correctament els valors de les masses atòmiques d'elements químics sòlids durant el segle xix. El seu enunciat és:
«El producte de les calors específiques, {\textstyle C_{e}}, dels elements químics sòlids, amb l'excepció del carboni, bor, beril·li i silici, mesurades a la pressió atmosfèrica, per la seva massa molar són aproximadament iguals a 6,4 cal/mol·°C o 25 J/mol·°C, a temperatures ordinàries.»
{\displaystyle C_{e}\cdot A=6,4\;cal/mol\cdot {}^{\circ }\!C=25\;J/mol\cdot {}^{\circ }\!C}
La capacitat calorífica molar (en cal/mol·°C) és la calor intercanviada per un mol d'un element químic sòlid quan la seva temperatura varia un 1 °C i és igual al producte de la calor específica de l'element (en cal/g·°C) per la seva la massa molar (en g/mol).
{\displaystyle C_{v}=C_{e}\cdot A=6,4\;cal/mol\cdot {}^{\circ }\!C}
Com el nombre d'àtoms contingut en un mol de substància és el mateix (nombre d'Avogadro) per a tots els elements, s'infereix que cal aproximadament la mateixa quantitat de calor per àtom per a produir el mateix augment de temperatura en tots els sòlids. En altres paraules, la calor necessària per elevar la temperatura d'una certa massa de sòlid depèn només del nombre d'àtoms continguts en ella, sent independent de la massa de cada un d'ells.

## Història

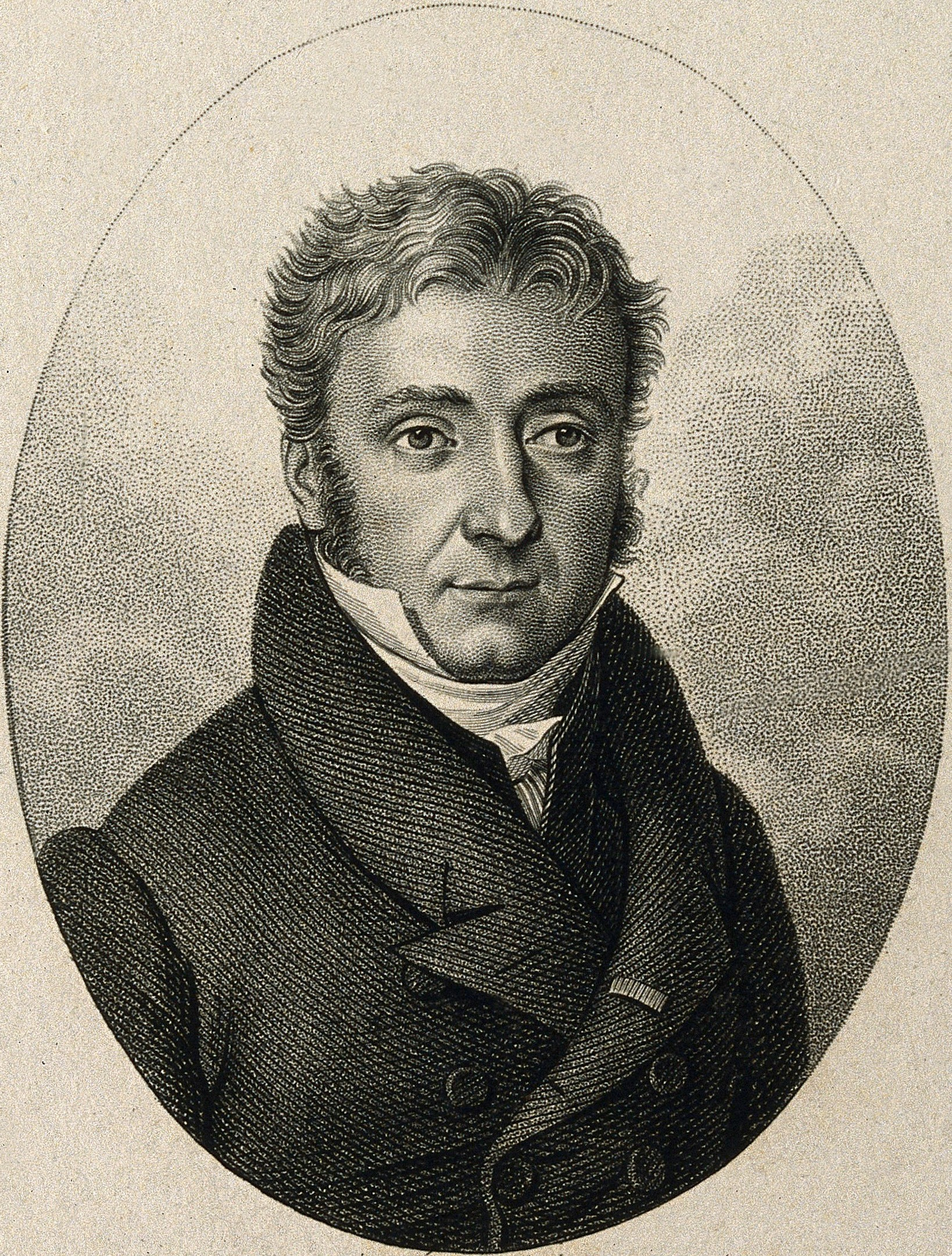
Pierre Louis Dulong

Aquesta llei fou obtinguda de forma empírica l'any 1819 pels científics francesos Pierre Louis Dulong (1785-1835) i Alexis Thérèse Petit (1791-1820) i només es compleix de forma aproximada. Un dels primers químics que empraren la llei de Dulong i Petit per a la determinació de masses atòmiques fou el suec Jöns Jacob Berzelius (1794-1863). Aquesta llei malgrat ser només aproximada representà pels químics del segle xix un nou mètode per calcular aproximadament les masses atòmiques d'elements químics que no eren gasos o que no es podien vaporitzar o que no formaven composts volàtils, per la qual cosa les seves masses atòmiques no es podien determinar mitjançant el mètode de Cannizzaro, ideat pel químic italià Stanislao Cannizzaro (1826-1910), o del màxim comú divisor, que emprava les masses moleculars de diferents composts del mateix element, les quals havien sigut determinades per mitjà dels mètodes de Dumas, desenvolupat pel químic francès Jean-Baptiste Dumas (1800-1884), i de Victor Meyer, desenvolupat pel químic alemany Victor Meyer (1848-1897), que utilitzaven l'equació d'estat dels gasos ideals.
Fou important també en la correcta ordenació dels elements en la taula periòdica. Així a la primera versió de la taula periòdica del químic rus Dmitri I. Mendeléiev (1834-1907) del 1869, tres elements (ceri, indi i urani) foren mal ubicats a causa d'una massa atòmica errònia. En el cas de l'urani el percentatge d'oxigen al seu òxid era igual a 11,85 %, suposant-se que la seva fórmula era UO. Com que es coneixia la massa molar de l'oxigen es deduïa la massa molar de l'urani essent 118 g/mol. La calor específica de l'urani és 0,116 J/g·°C que, multiplicat per la massa atòmica suposada dona 13,7 J/mol·°C, valor que no compleix la llei de Dulong i Petit. Però suposant l'òxid UO₂ s'obté per a l'urani una massa molar de 238 g/mol, que està d'acord amb la llei de Dulong i Petit, ja que el producte de la calor específica per la massa molar val 27,6 J/mol·°C, proper als 25 J/mol·°C. Mendeléiev aprofità noves mesures de calors específiques per a corregir les masses atòmiques d'aquests tres elements i situar-los correctament a la taula periòdica.

## Teoria de Boltzmann

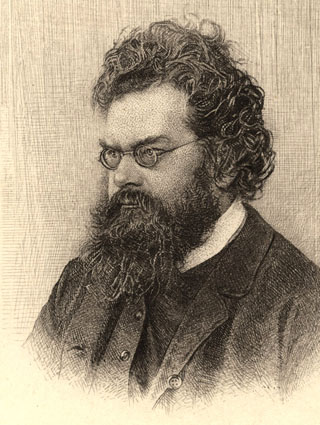
Ludwig Boltzmann

El físic austríac Ludwig Boltzmann (1844-1906) donà una primera deducció teòrica de la llei de Dulong i Petit a partir del teorema d'equipartició. L'energia interna, {\displaystyle U}, dels àtoms en moviment, com ara en els gasos, és l'energia cinètica de translació que, segons el teorema d'equipartició, és igual a {\displaystyle {\tfrac {1}{2}}k_{B}T} per grau de llibertat, on {\displaystyle k_{B}} és la constant de Boltzmann i {\displaystyle T} la temperatura absoluta. Els àtoms en moviment de translació tenen tres graus de llibertat, un per cadascuna de les direccions espacials {\displaystyle (x,y,z)}, per la qual cosa l'energia cinètica total serà {\displaystyle 3{\tfrac {1}{2}}k_{B}T}. Tanmateix en el cas dels sòlids hi ha una altra energia cinètica implicada deguda a l'oscil·lació dels àtoms entorn de la seva posició d'equilibri, amb també tres graus de llibertat, la qual cosa fa que s'hagi de sumar un altre terme {\displaystyle 3{\tfrac {1}{2}}k_{B}T}. L'energia interna total per a un àtom serà ara {\displaystyle {\tfrac {6}{2}}k_{B}T=3k_{B}T}. Si hom té un mol d'àtoms, l'energia interna serà {\displaystyle U=3N_{A}k_{B}T}, on {\displaystyle N_{A}} és el nombre d'Avogadro. Ara es pot calcular la capacitat calorífica molar a volum constant com:
{\displaystyle C_{v,m}={\Bigl (}{\partial U \over \partial T}{\Bigr )}_{v}={\partial (3N_{A}k_{B}T) \over \partial T}=3N_{A}k_{B}=24,94\;J/K\cdot mol}S'obté, per tant, un valor amb molt bona concordança amb la llei empírica de Dulong i Petit.

## Teoria d'Einstein

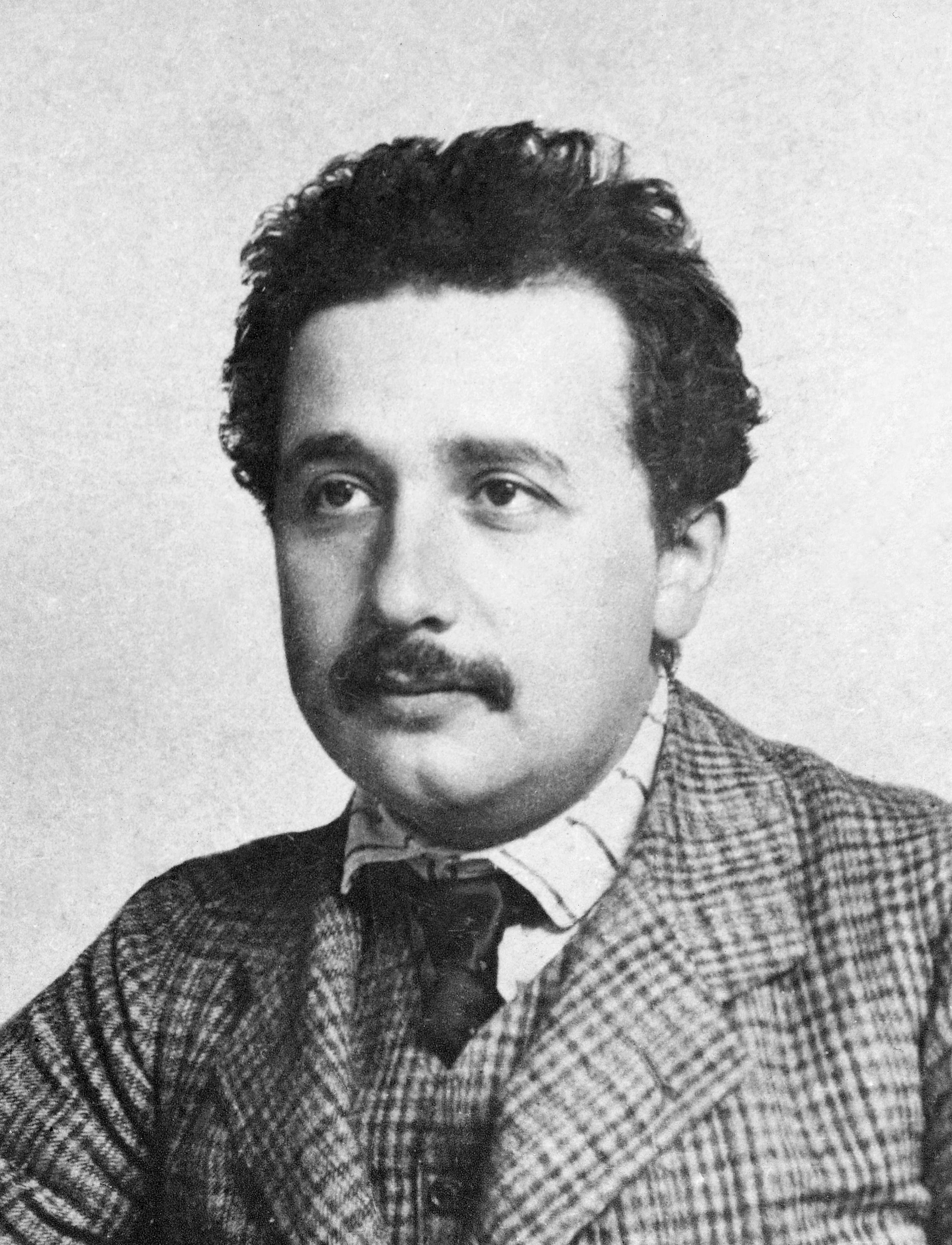
Albert Einstein, circa 1905

Des del 1841 se sabia que el diamant presentava una desviació molt elevada de la llei de Dulong i Petit. La seva capacitat calorífica molar val només 1,8 cal/mol·°C, mol lluny del valor mitjà de la majoria de sòlids, 6,4 cal/mol·°C. D'altra banda, experiments realitzats el 1870, demostraren que la calor específica augmentava amb la temperatura i, en el cas de diamant, de forma considerable. El 1875 el físic alemany Heinrich Weber (1843-1912) establí que la calor específica del diamant s'incrementava en un factor 15 entre -100 °C i 1000 °C. El 1905 l'escocès James Dewar (1842-1923) demostrà que les calors específiques quasi s'anul·laven per sota els 20 K. A aquest problema no li trobaren solució fins que l'alemany Albert Einstein (1879-1955) proposà una explicació el 1906.

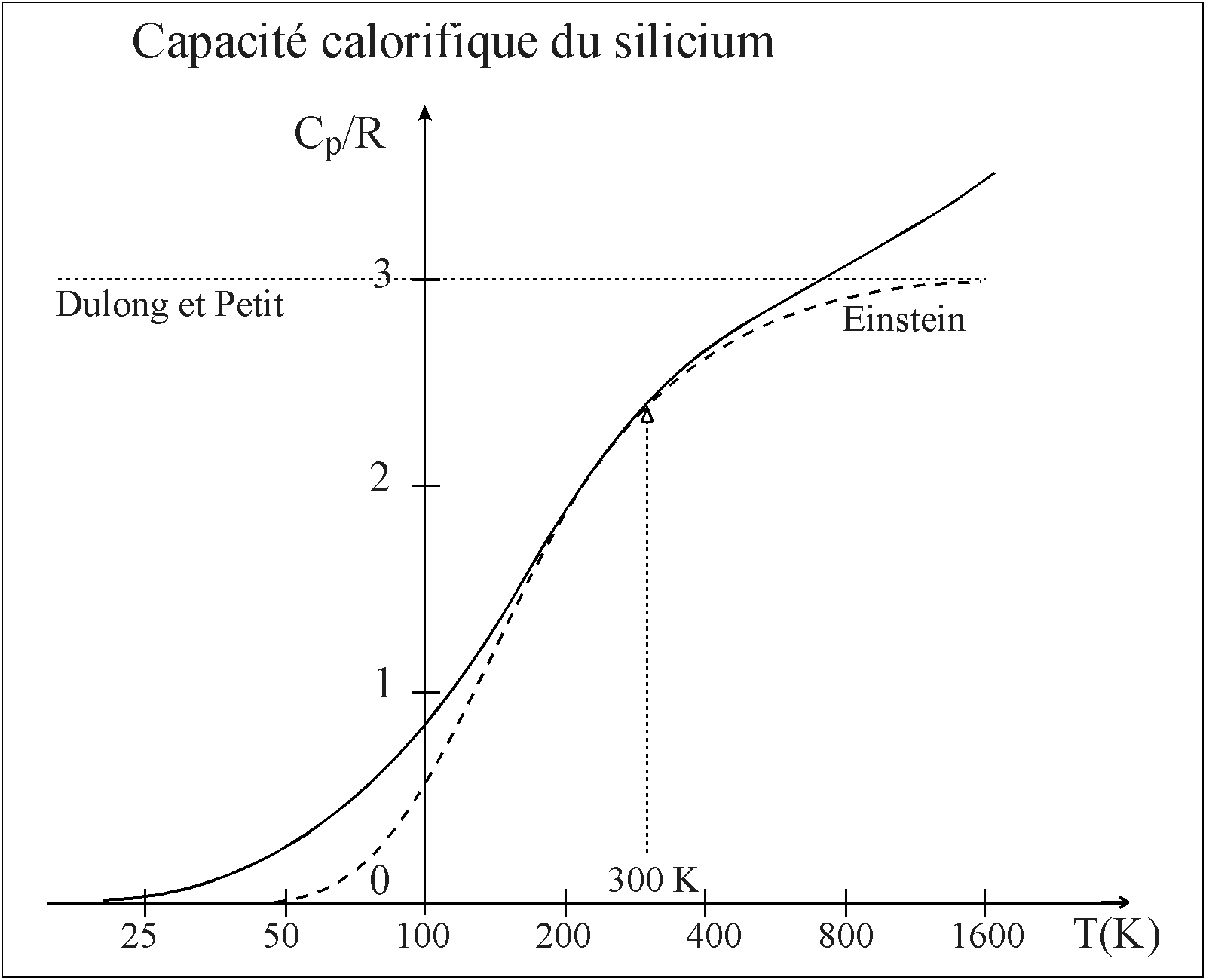
Corba experimental de la variació de la capacitat calorífica molar del silici i corba teòrica obtinguda amb la teoria d'Einstein

Aplicant la distribució de Planck, Einstein aconseguí una expressió per a l'energia mitjana d'un àtom que vibra en tres dimensions {\displaystyle (x,y,z)} amb la mateixa freqüència {\displaystyle \nu }: 
{\displaystyle U={\frac {3N_{A}h\nu }{e^{h\nu /k_{B}T}-1}}}on:
{\displaystyle N_{A}} és el nombre d'Avogadro
{\displaystyle h} és la constant de Planck
{\displaystyle k_{B}} és la constant de Boltzmann
{\displaystyle T} és la temperatura absoluta
Derivant respecte de la temperatura s'obté la fórmula d'Einstein:
{\displaystyle C_{v,m}={\Bigl (}{\partial U \over \partial T}{\Bigr )}_{v}=3R{\Bigl (}{\frac {\Theta _{E}}{T}}{\Bigr )}^{2}{\frac {e^{\Theta _{E}/T}}{{\Bigl (}e^{\Theta _{E}/T}-1{\Bigr )}^{2}}}}on:
{\displaystyle \Theta _{E}=h\nu /k_{B}} és la temperatura d'Einstein i és una manera d'expressar la freqüència de vibració dels àtoms com una temperatura.
Aquesta expressió proporciona el valor clàssic {\displaystyle 3k_{B}T} a altes temperatures i, per tant, dona lloc a la llei de Dulong i Petit, però decau exponencialment quan la temperatura tendeix a zero, ajustant-se a les observacions. En altres paraules s'havia d'aplicar l'estadística de Bose-Einstein en lloc de l'estadística de Maxwell-Boltzamnn.

## Teoria de Debye

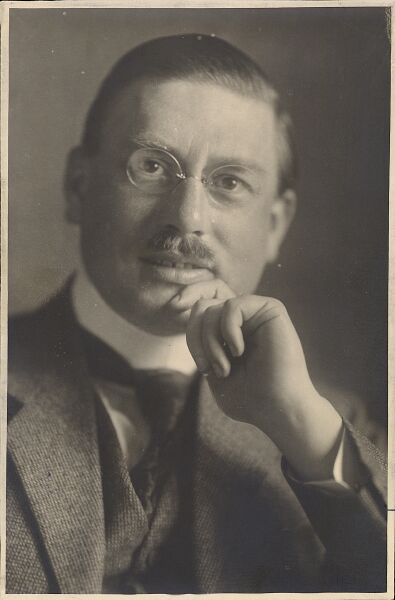
Peter Debye circa 1911

El 1912 el físic holandès Peter Debye (1884-1966) millorà els models anteriors partint de la suposició que les vibracions no poden considerar-se individualment, sinó com a part de la vibració de la xarxa cristal·lina presa com un sòlid continu. Imaginà les vibracions com si fossin modes d'ones estacionàries en el cristall. Per imposar un límit finit al nombre de modes de vibració, Debye emprà un màxim de freqüències anomenat ara freqüència de Debye, {\displaystyle \nu _{D}}. Per a baixes temperatures l'equació que resulta és l'anomena llei de cub de Debye:
{\displaystyle C_{v,m}={\frac {12\pi ^{4}}{5}}N_{A}k_{B}{\Bigl (}{\frac {T}{\Theta _{D}}}{\Bigr )}^{3}}
on:
{\displaystyle N_{A}} és el nombre d'Avogadro
{\displaystyle k_{B}} és la constant de Boltzmann
{\displaystyle T} és la temperatura absoluta
{\displaystyle \Theta _{D}} és la temperatura de Debye i val {\displaystyle h\nu _{D}/k_{B}}
{\displaystyle h} és la constant de Planck
Per a altes temperatures s'arriba a l'expressió de la llei de Dulong i Petit: {\textstyle C_{v,m}=3N_{A}k_{B}}.